# Campionato Brasiliense 2022
Il Campionato Brasiliense 2022 è stata la 64ª edizione della massima serie del campionato brasiliense. La stagione è iniziata il 22 gennaio 2022 e si è conclusa il 9 aprile successivo.

## Stagione

### Novità
Al termine della stagione 2021, sono retrocesse Formosa, Real Brasília, Samambaia e Sobradinho. Sono salite dalla Segunda Divisão il Paranoá e il Brasília.

### Formato
Il torneo si svolge in due fasi: la prima è composta da un girone unico. Le prime quattro classificate di tale girone, accedono alla seconda fase, composta anch'essa da un girone unico. Le prime due classificate del secondo girone, disputeranno una doppia sfida per decretare la formazione vincitrice del campionato.
La formazione vincitrice e la finalista perdente, potranno partecipare alla Série D 2023, alla Coppa del Brasile 2023 e alla Copa Verde 2023. Le ultime due classificate della prima fase, retrocedono in Segunda Divisão.

## Risultati

### Prima fase
|  | Pos. | Squadra        | Pt | G | V | N | P | GF | GS | DR  |
|  | ---- | -------------- | -- | - | - | - | - | -- | -- | --- |
|  | 1.   | Ceilândia      | 19 | 9 | 6 | 1 | 2 | 20 | 12 | +8  |
|  | 2.   | Capital        | 18 | 9 | 5 | 3 | 1 | 20 | 8  | +12 |
|  | 3.   | Brasiliense    | 16 | 9 | 5 | 1 | 3 | 23 | 12 | +11 |
|  | 4.   | Gama           | 15 | 9 | 4 | 3 | 2 | 16 | 13 | +3  |
|  | 5.   | Santa Maria-DF | 12 | 9 | 3 | 3 | 3 | 15 | 16 | -1  |
|  | 6.   | Paranoá        | 11 | 9 | 3 | 2 | 4 | 13 | 14 | -1  |
|  | 7.   | Brasília       | 11 | 9 | 3 | 2 | 4 | 12 | 17 | -5  |
|  | 8.   | Taguatinga     | 10 | 9 | 2 | 4 | 3 | 11 | 17 | -6  |
|  | 9.   | Unaí           | 9  | 9 | 2 | 3 | 4 | 12 | 15 | -3  |
|  | 10.  | Luziânia       | 2  | 9 | 0 | 2 | 7 | 7  | 25 | -18 |

Legenda:
      Ammessa alla seconda fase.
      Retrocesse in Segunda Divisão 2023
Note:
Tre punti a vittoria, uno a pareggio, zero a sconfitta.

### Seconda fase
|  | Pos. | Squadra     | Pt | G | V | N | P | GF | GS | DR  |
|  | ---- | ----------- | -- | - | - | - | - | -- | -- | --- |
|  | 1.   | Brasiliense | 13 | 6 | 4 | 1 | 1 | 8  | 2  | +6  |
|  | 2.   | Ceilândia   | 13 | 6 | 4 | 1 | 1 | 6  | 2  | +4  |
|  | 3.   | Capital     | 9  | 6 | 3 | 0 | 3 | 8  | 8  | 0   |
|  | 4.   | Gama        | 0  | 6 | 0 | 0 | 6 | 2  | 12 | -10 |

Legenda:
      Ammessa alla finale.
Note:
Tre punti a vittoria, uno a pareggio, zero a sconfitta.

### Finale
| Squadra 1   | Totale | Squadra 2 | Andata | Ritorno |
| ----------- | ------ | --------- | ------ | ------- |
| Brasiliense | 3 – 2  | Ceilândia | 2 – 1  | 1 – 1   |